# St. Cosmas und Damian (Mon)

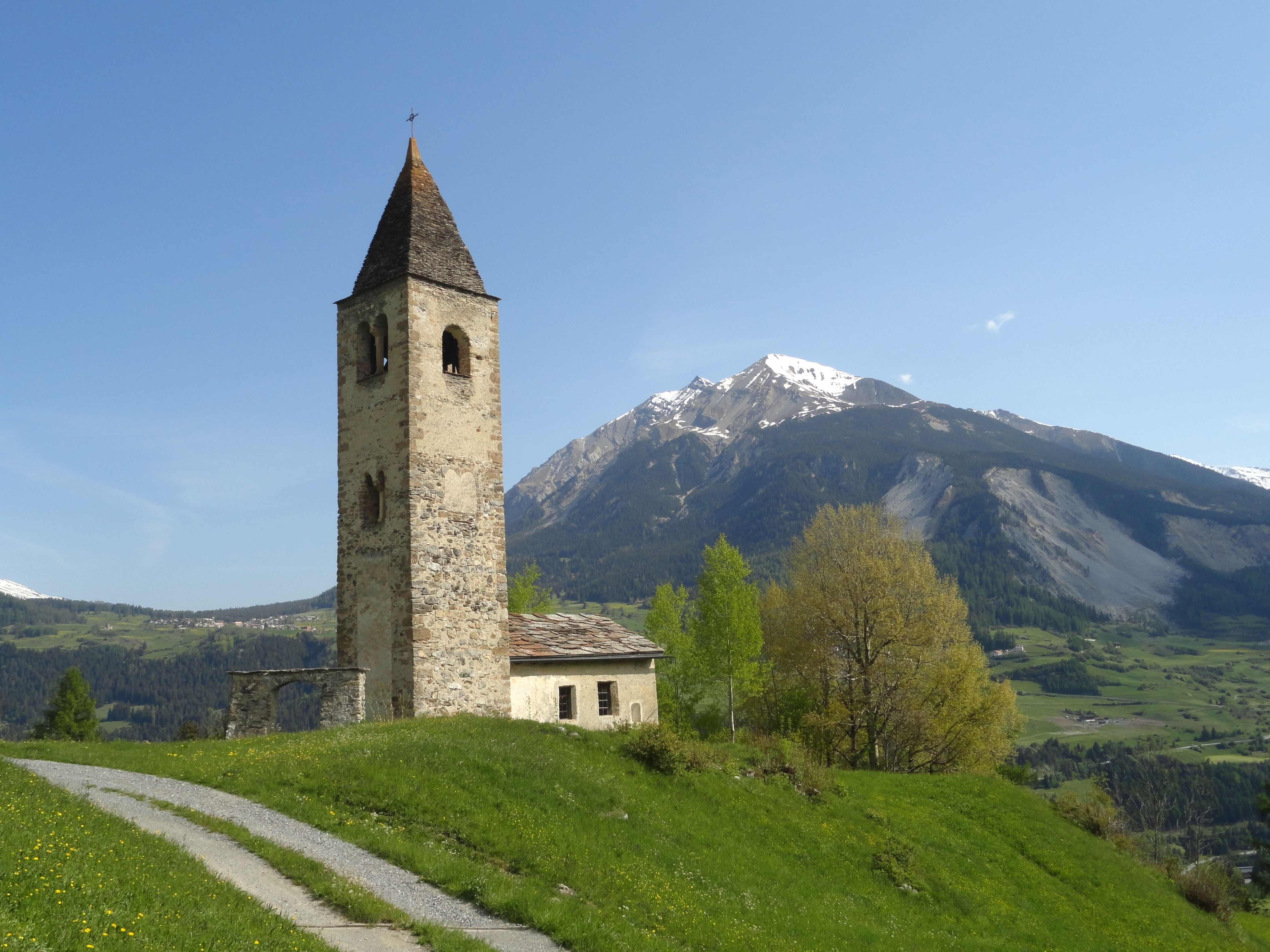
Südseite

Die ehemalige Pfarrkirche St. Cosmas und Damian steht auf einer Geländeterrasse unterhalb des Dorfes Mon oberhalb Tiefencastel. Sie ist dem Brüderpaar Cosmas und Damian geweiht.

## Baugeschichte

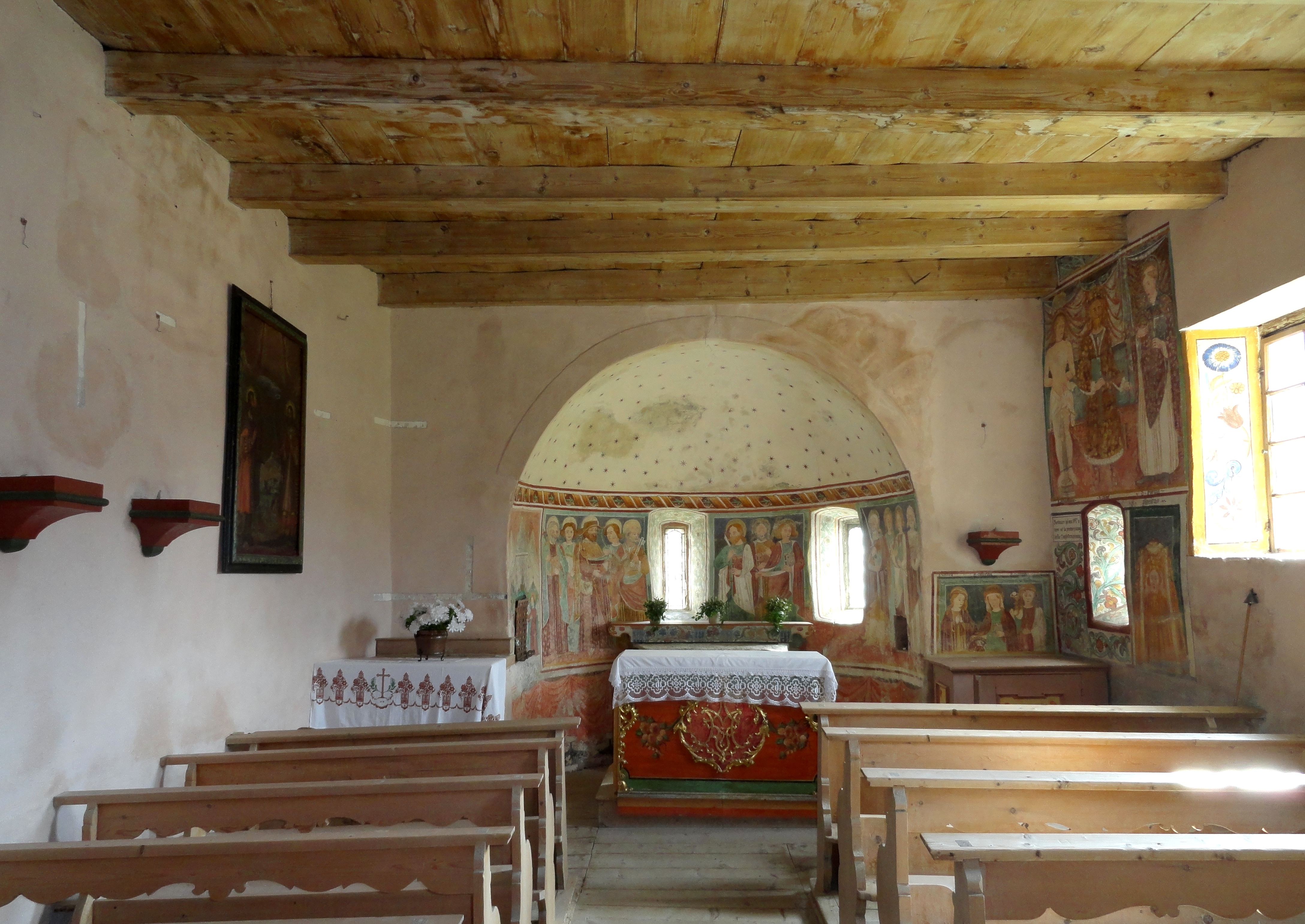
Innenansicht

Die erste urkundliche Erwähnung der alten Pfarrkirche stammt aus einem bischöflichen Güterverzeichnis aus den 1290er-Jahren. Aufgrund der baulichen Merkmale ist auch eine Erbauung aus dem 1. Jahrtausend nicht auszuschliessen. 1351 wurde die Kirche neu geweiht.
Gegen das Ende des 14. Jahrhunderts wurde der Turm an der Südecke gebaut. Der Turm war ursprünglich 5,5 Meter niedriger; das Glockengeschoss und das Zeltdach stammen aus der Mitte des 15. Jahrhunderts. An der Frontseite des Turms haben sich spärliche Reste eines Christophorusbildes erhalten, an der Südwand sind beim Turm noch einige Farbreste von Sternen zu erkennen.
Östlich des Turmes an der Schiffswand liegen Fundamentreste eines kleinen Gebäudes, vielleicht eines Beinhauses. Die kaum noch vorhandene Umfassungsmauer und das Eingangstor stammen aus dem 17. Jahrhundert.

## Inneres
Die Fresken im Innern wurden 1933 entdeckt und 1937 anlässlich einer Restaurierung freigelegt. Sie zeigen Darstellungen zweier Künstler aus verschiedenen Zeiten.

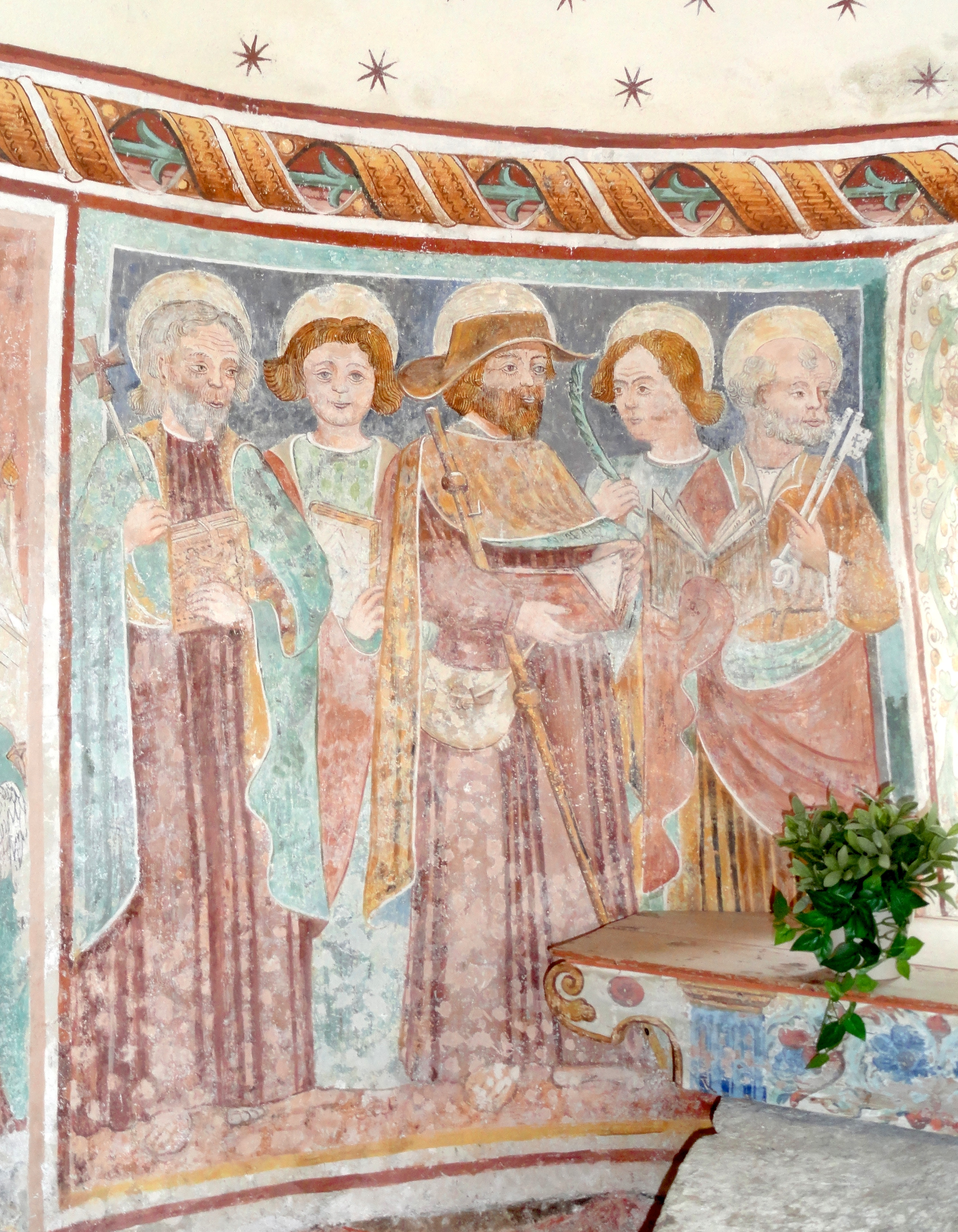
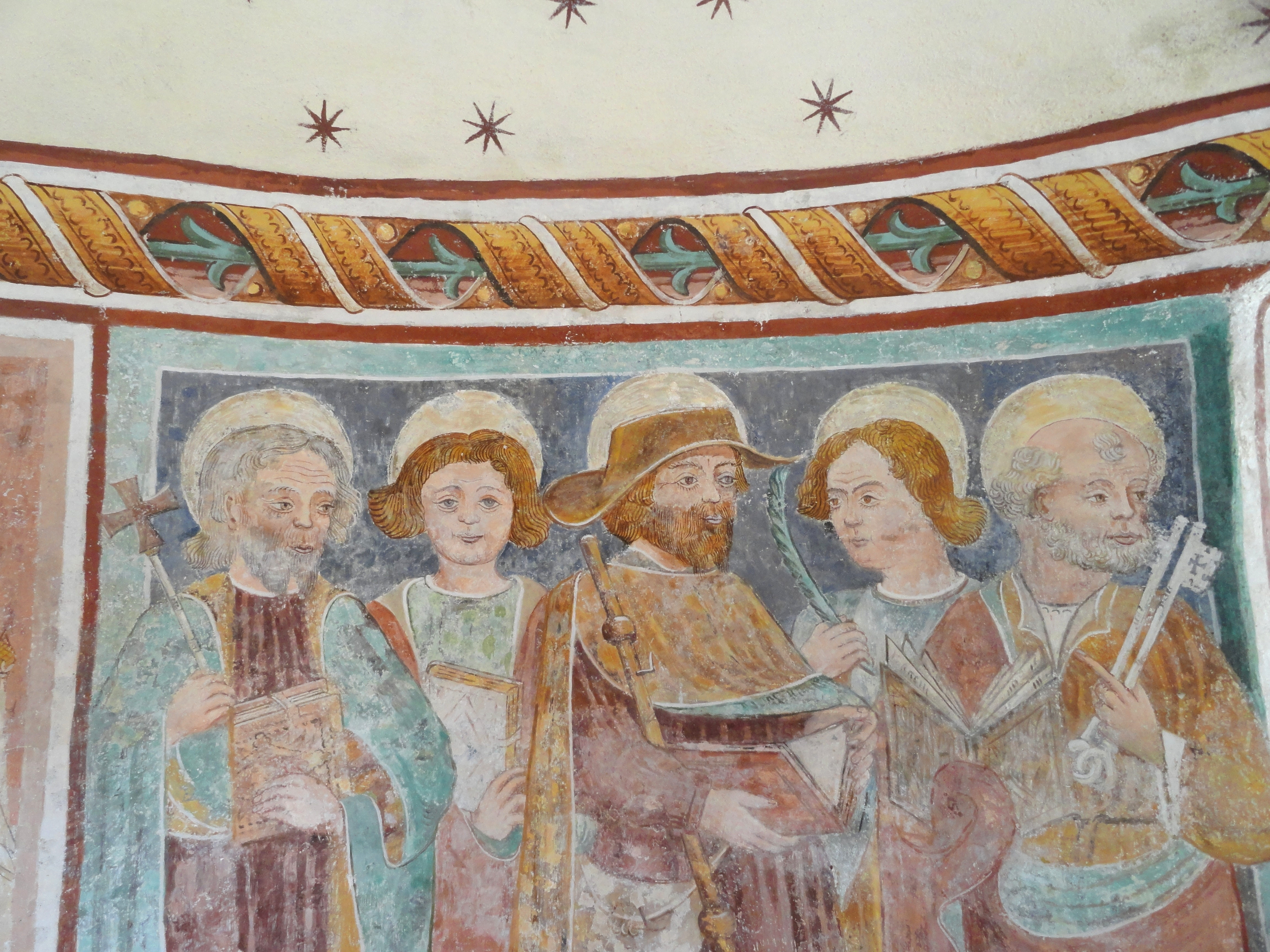
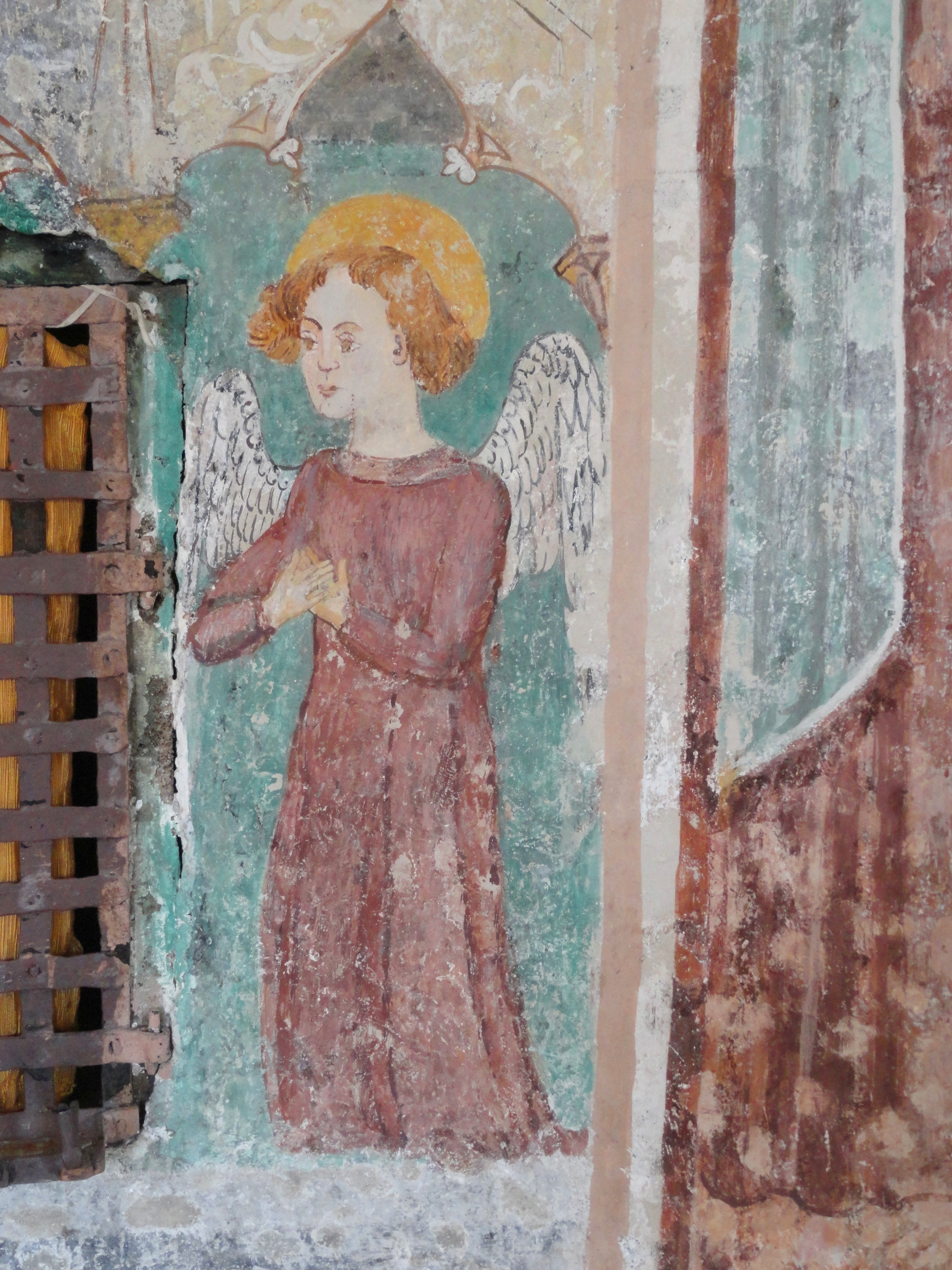
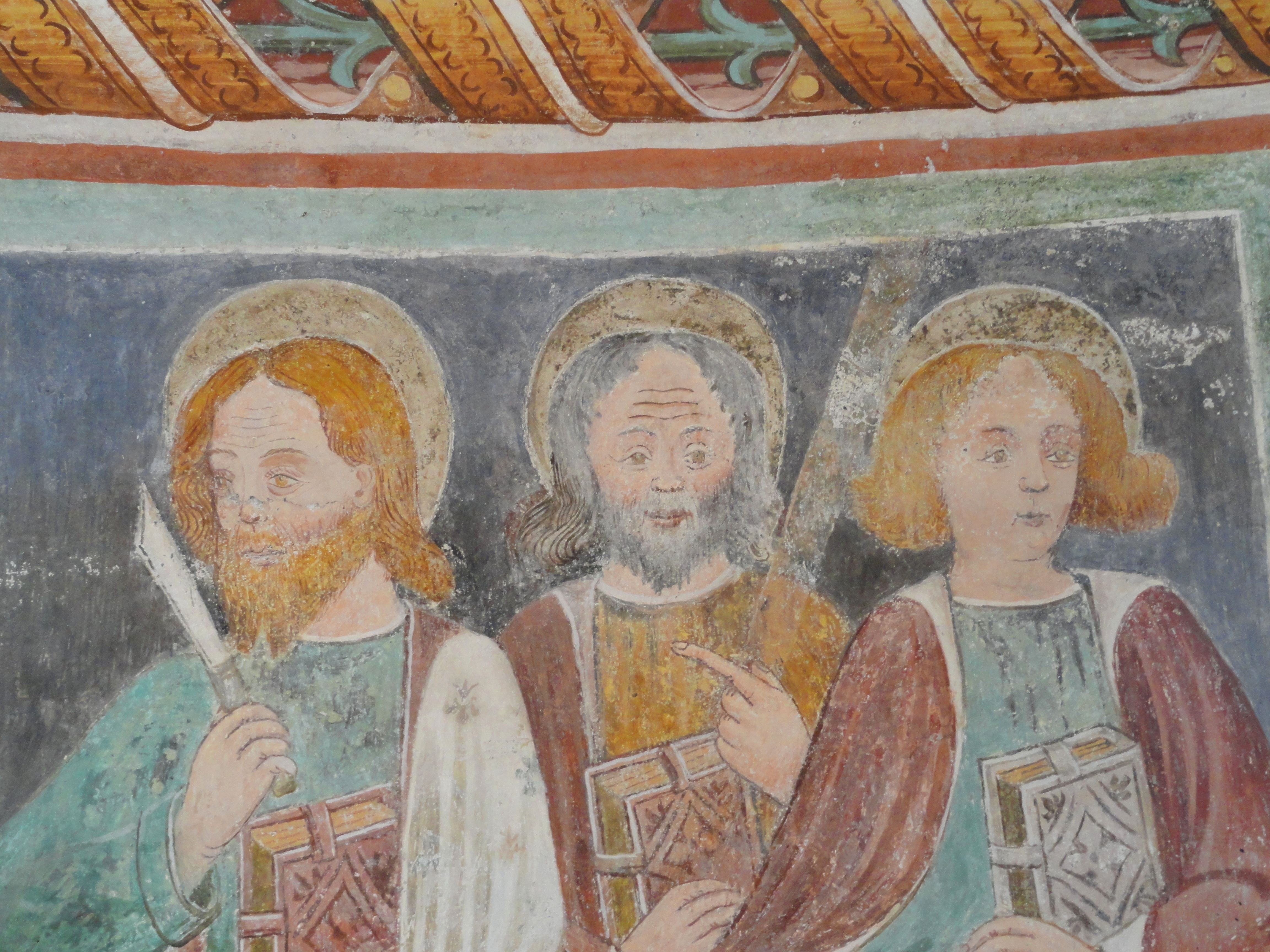
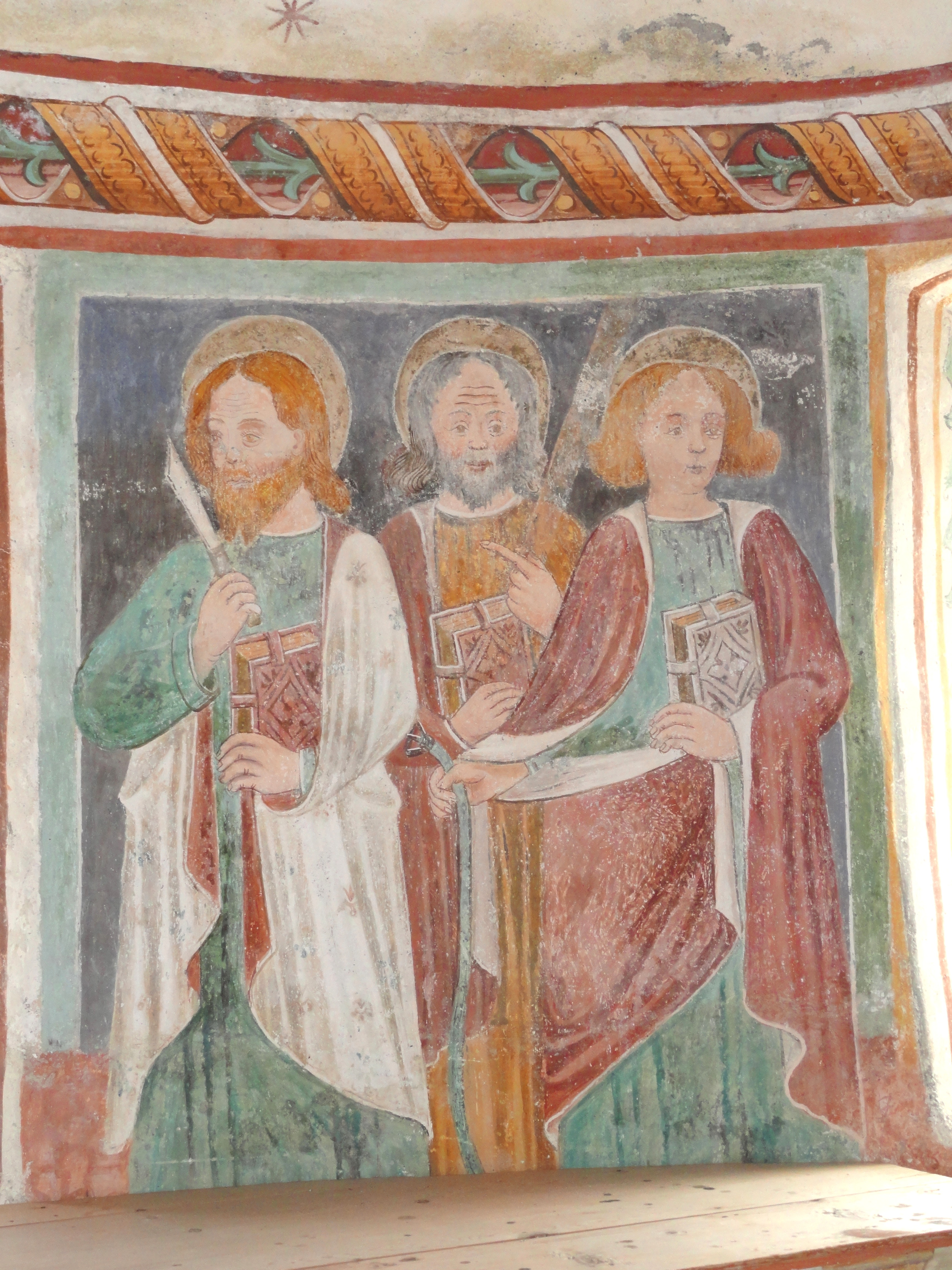

Die Malereien im Stil des Rhäzünser Meisters stammen aus der Zeit um 1500. Sie zeigen an der Südwand Christi Geburt und die Verkündigung an die Hirten, an der Nordwand den Einzug Christi in Jerusalem, Gethsemane und die Gefangennahme.
Die Bilder in der Apsis aus der zweiten Hälfte des 15. Jahrhunderts im Stil der Seregno zeigen eine Apostelreihe, links beginnend mit Matthias und endend mit Petrus. Über dem südlichen Seitenaltar sind drei weibliche Heilige dargestellt, an der Südwand männliche Heilige. Das grosse Bild rechts des Fensters zeigt Damian mit Pillenkästchen und einem medizinischen Instrument.

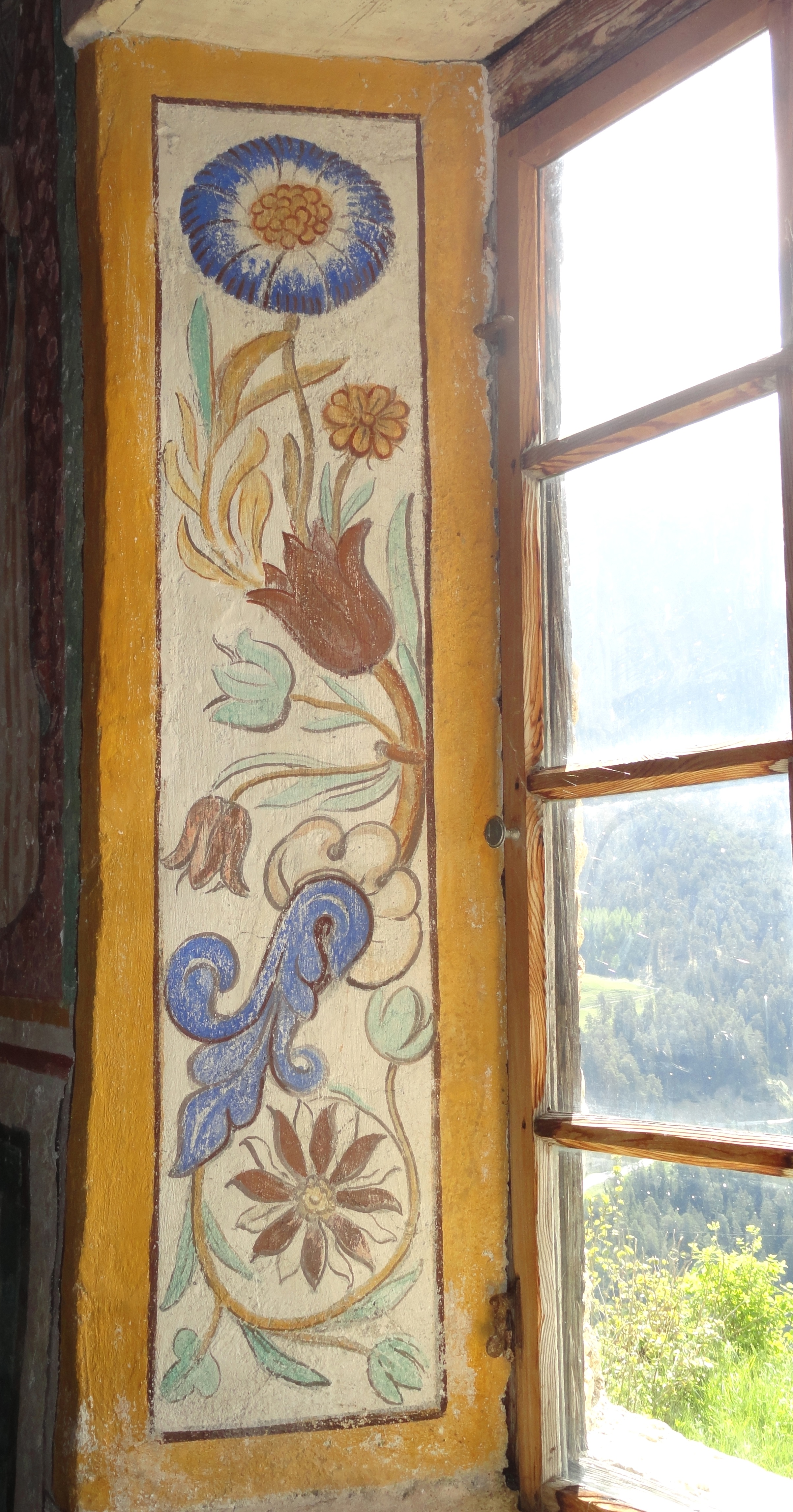
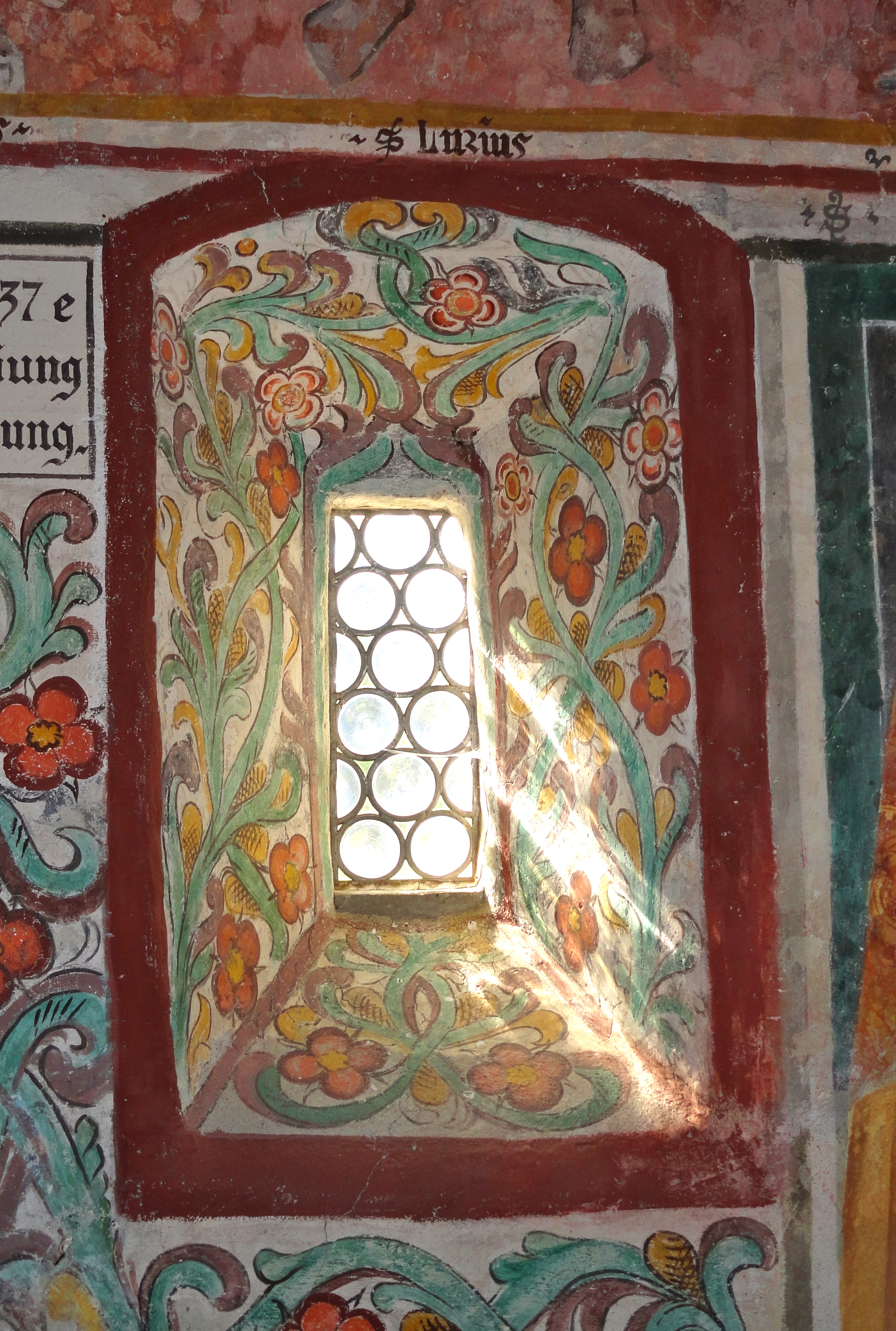
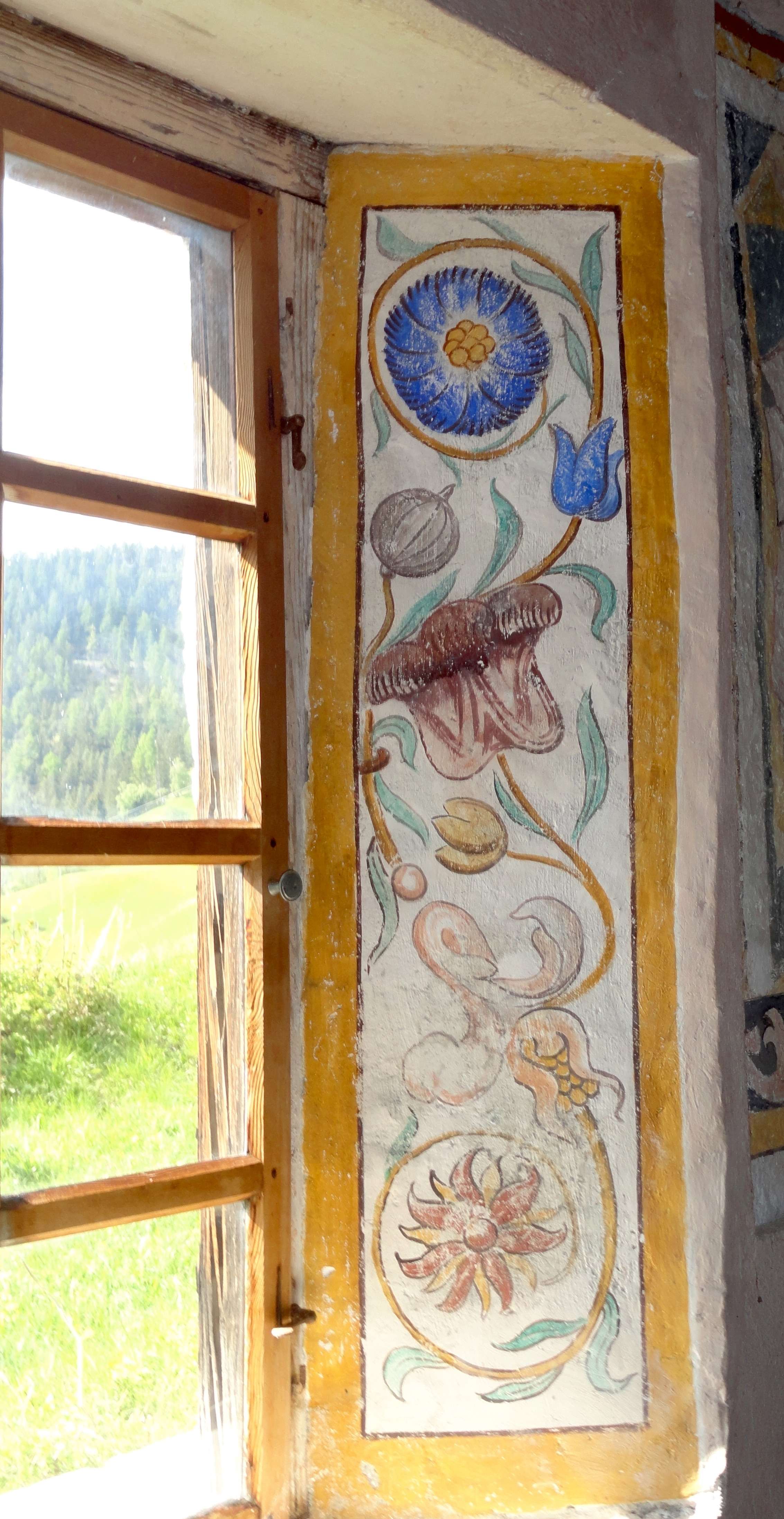